# Grande Prêmio do Catar de Motovelocidade de 2009
O Grande Prêmio do Catar de 2009 foi a primeira etapa da Temporada de MotoGP de 2009. Aconteceu entre os dias 12 e 13 de abril de 2009 no Circuito Internacional de Losail.

## Classificação da MotoGP
| Pos | No | Piloto           | Construtor | Voltas | Tempo      | Grid | Pontos |
| --- | -- | ---------------- | ---------- | ------ | ---------- | ---- | ------ |
| 1   | 27 | Casey Stoner     | Ducati     | 22     | 42:53.984  | 1    | 25     |
| 2   | 46 | Valentino Rossi  | Yamaha     | 22     | + 7.771    | 2    | 20     |
| 3   | 99 | Jorge Lorenzo    | Yamaha     | 22     | + 16.244   | 3    | 16     |
| 4   | 5  | Colin Edwards    | Yamaha     | 22     | + 24.410   | 6    | 13     |
| 5   | 4  | Andrea Dovizioso | Honda      | 22     | + 27.263   | 4    | 11     |
| 6   | 15 | Alex de Angelis  | Honda      | 22     | + 29.883   | 9    | 10     |
| 7   | 7  | Chris Vermeulen  | Suzuki     | 22     | + 33.627   | 8    | 9      |
| 8   | 36 | Mika Kallio      | Ducati     | 22     | + 34.755   | 10   | 8      |
| 9   | 24 | Toni Elías       | Honda      | 22     | + 39.481   | 12   | 7      |
| 10  | 14 | Randy de Puniet  | Honda      | 22     | + 42.284   | 7    | 6      |
| 11  | 3  | Dani Pedrosa     | Honda      | 22     | + 48.526   | 14   | 5      |
| 12  | 69 | Nicky Hayden     | Ducati     | 22     | + 48.883   | 16   | 4      |
| 13  | 59 | Sete Gibernau    | Ducati     | 22     | + 52.215   | 15   | 3      |
| 14  | 33 | Marco Melandri   | Kawasaki   | 22     | + 56.379   | 11   | 2      |
| 15  | 72 | Yuki Takahashi   | Honda      | 22     | + 1:00.286 | 17   | 1      |
| 16  | 52 | James Toseland   | Yamaha     | 22     | + 1:14.978 | 13   |        |
| 17  | 88 | Niccolò Canepa   | Ducati     | 22     | + 1:15.028 | 18   |        |
| Ret | 65 | Loris Capirossi  | Suzuki     | 7      | Acidente   | 5    |        |

## Classificação da 250cc
| Pos | No | Piloto              | Construtor | Voltas | Tempo      | Grid | Pontos |
| --- | -- | ------------------- | ---------- | ------ | ---------- | ---- | ------ |
| 1   | 40 | Héctor Barberá      | Aprilia    | 13     | 26:50.940  | 4    | 25     |
| 2   | 16 | Jules Cluzel        | Aprilia    | 13     | + 0.826    | 13   | 20     |
| 3   | 63 | Mike Di Meglio      | Aprilia    | 13     | + 6.181    | 3    | 16     |
| 4   | 4  | Hiroshi Aoyama      | Honda      | 13     | + 6.609    | 2    | 13     |
| 5   | 35 | Raffaele de Rosa    | Honda      | 13     | + 6.656    | 14   | 11     |
| 6   | 12 | Thomas Lüthi        | Aprilia    | 13     | + 6.672    | 9    | 10     |
| 7   | 19 | Álvaro Bautista     | Aprilia    | 13     | + 7.608    | 1    | 9      |
| 8   | 14 | Ratthapark Wilairot | Honda      | 13     | + 8.349    | 12   | 8      |
| 9   | 15 | Roberto Locatelli   | Gilera     | 13     | + 15.032   | 10   | 7      |
| 10  | 28 | Gábor Talmácsi      | Aprilia    | 13     | + 20.348   | 6    | 6      |
| 11  | 55 | Héctor Faubel       | Honda      | 13     | + 20.465   | 5    | 5      |
| 12  | 48 | Shoya Tomizawa      | Honda      | 13     | + 28.402   | 16   | 4      |
| 13  | 52 | Lukáš Pešek         | Aprilia    | 13     | + 28.906   | 15   | 3      |
| 14  | 6  | Alex Debón          | Aprilia    | 13     | + 33.779   | 8    | 2      |
| 15  | 25 | Alex Baldolini      | Aprilia    | 13     | + 36.988   | 17   | 1      |
| 16  | 8  | Bastien Chesaux     | Honda      | 13     | + 1:01.730 | 21   |        |
| 17  | 10 | Imre Tóth           | Aprilia    | 13     | + 1:03.512 | 18   |        |
| 18  | 56 | Vladimir Leonov     | Aprilia    | 13     | + 1:32.385 | 20   |        |
| 19  | 77 | Aitor Rodriguez     | Aprilia    | 13     | + 1:38.752 | 22   |        |
| Ret | 17 | Karel Abrahám       | Aprilia    | 8      | Abandono   | 11   |        |
| Ret | 7  | Axel Pons           | Aprilia    | 0      | Acidente   | 19   |        |
| Ret | 75 | Mattia Pasini       | Aprilia    | 0      | Acidente   | 7    |        |

## Classificação da 125cc
| Pos | No | Piloto             | Construtor | Voltas | Tempo    | Grid | Pontos |
| --- | -- | ------------------ | ---------- | ------ | -------- | ---- | ------ |
| 1   | 29 | Andrea Iannone     | Aprilia    | 4      | 8:37.245 | 3    | 12.5   |
| 2   | 60 | Julián Simón       | Aprilia    | 4      | + 0.180  | 1    | 10     |
| 3   | 11 | Sandro Cortese     | Derbi      | 4      | + 5.211  | 5    | 8      |
| 4   | 44 | Pol Espargaró      | Derbi      | 4      | + 5.769  | 8    | 6.5    |
| 5   | 38 | Bradley Smith      | Aprilia    | 4      | + 6.650  | 2    | 5.5    |
| 6   | 94 | Jonas Folger       | Aprilia    | 4      | + 6.701  | 10   | 5      |
| 7   | 18 | Nicolás Terol      | Aprilia    | 4      | + 6.771  | 4    | 4.5    |
| 8   | 17 | Stefan Bradl       | Aprilia    | 4      | + 7.592  | 7    | 4      |
| 9   | 99 | Danny Webb         | Aprilia    | 4      | + 8.169  | 13   | 3.5    |
| 10  | 12 | Esteve Rabat       | Aprilia    | 4      | + 8.678  | 15   | 3      |
| 11  | 77 | Dominique Aegerter | Derbi      | 4      | + 12.232 | 18   | 2.5    |
| 12  | 33 | Sergio Gadea       | Aprilia    | 4      | + 12.237 | 6    | 2      |
| 13  | 45 | Scott Redding      | Aprilia    | 4      | + 12.360 | 11   | 1.5    |
| 14  | 24 | Simone Corsi       | Aprilia    | 4      | + 13.754 | 19   | 1      |
| 15  | 14 | Johann Zarco       | Aprilia    | 4      | + 13.783 | 14   | 0.5    |
| 16  | 16 | Cameron Beaubier   | KTM        | 4      | + 13.893 | 22   |        |
| 17  | 7  | Efrén Vázquez      | Derbi      | 4      | + 14.170 | 21   |        |
| 18  | 6  | Joan Olivé         | Derbi      | 4      | + 14.452 | 12   |        |
| 19  | 8  | Lorenzo Zanetti    | Aprilia    | 4      | + 15.310 | 20   |        |
| 20  | 73 | Takaaki Nakagami   | Aprilia    | 4      | + 16.415 | 16   |        |
| 21  | 32 | Lorenzo Salvadori  | Aprilia    | 4      | + 18.602 | 23   |        |
| 22  | 35 | Randy Krummenacher | Aprilia    | 4      | + 19.355 | 17   |        |
| 23  | 53 | Jasper Iwema       | Honda      | 4      | + 28.034 | 25   |        |
| 24  | 87 | Luca Marconi       | Aprilia    | 4      | + 28.114 | 24   |        |
| 25  | 69 | Lukas Sembera      | Aprilia    | 4      | + 28.199 | 25   |        |
| 26  | 5  | Alexis Masbou      | Loncin     | 4      | + 28.272 | 28   |        |
| 27  | 71 | Tomoyoshi Koyama   | Loncin     | 4      | + 28.544 | 27   |        |
| 28  | 10 | Luca Vitali        | Aprilia    | 4      | + 53.927 | 30   |        |
| Ret | 93 | Marc Márquez       | KTM        | 3      | Acidente | 9    |        |
| Ret | 88 | Michael Ranseder   | Haojue     | 3      | Mecânico | 29   |        |
| DNS | 66 | Matthew Hoyle      | Haojue     |        |          | 31   |        |